# Списък на криптозооложки организации
Това е списък на криптозооложки организации в целия свят. Те имат за цел изучаване на криптидите.

## Европа
Великобритания
- Център за аномалийна зоология [2]

## Северна Америка
САЩ
- Полева организация за изследване на Бигфут
- Алианс на независимите изследователи на Йети
- Международна организация на криптозоолозите
- Международна организация за аномалии